# Gare d’Antibes
Gare d’Antibes – stacja kolejowa w Antibes, w regionie Prowansja-Alpy-Lazurowe Wybrzeże, we Francji. Znajdują się tu 2 perony.